# Stephanie Mills
Stephanie Mills (Brooklyn, 1957. március 22. –) amerikai énekesnő, dalszerző, színésznő. Dorothy Gale szerepében vált híressé az eredeti, hétszeres Tony-díjas Broadway-előadásban, a The Wiz musicalben 1974. és 1979. között. A Wiz-ben Dorothy-t alakította. A darabból származó „Home” című dal később az amerikai R&B slágerlisták élére került, és az ő védjegyévé vált. 2025-ben a Billboard  Millst „1975. legjobb R&B énekesnői” közé sorolta. Az 1980-as években öt R&B slágere volt az első helyen.

## Pályafutása
Stephanie Mills kislányként kezdte pályafutását a Broadway-en. 1968. őszén, tizenegyévesen debütált a Maggie Flynn című musicalben. 1974-ben jelent meg kevéssé ismert debütáló albuma az ABC tévécsatornán. Egy évvel később Dorothy-ként szerepelt az amerikai The Wiz című musicalben. Ekkor vált Mills sztárrá. Az énekesnő ezt a szerepet egy 1976-os turnéja során is játszotta. Amikor azonban 1978-ban megkezdődtek a filmváltozat előkészületei, a nála 13 évvel idősebb Diana Rosst választották a főszerepre. 
Mills időközben lemezszerződést írt alá a Motownnal. A „For the First Time” (1975) című album kizárólag Burt Bacharach és Hal David dalait tartalmazta, akik egyben a producerek is voltak. Azonban a kísérlet, hogy Millst Dionne Warwick utódjaként tekithessék, kudarcot vallott. Az LP kereskedelmi bukás volt.
Mills csak 1979-ben tudta meghódítani a slágerlistákat. A „Whatcha Gonna Do with My Lovin'” volt az első Top 25 slágere. Aztán a „Sweet Sensation” albumról származó lágy, középtempós „Never Knew Love Like This Before” még sikeresebb lett. A dal az Egyesült Államokban a 6. helyet érte el, és aranylemez lett. Az Egyesült Királyságban a cím a Top 5-ben volt, Hollandiában pedig a második.
Ettől kezdve Mills az Egyesült Államok egyik legsikeresebb R&B sztárja lett. A „Whatcha Gonna Do with My Lovin'”, a „Sweet Sensation” és a „Stephanie” albumok 1979.-81. között aranydíjat kaptak, a „Never Knew Love Like This Before” pedig 1980-ban Grammy-díjat nyert a legjobb R&B dal és a legjobb női R&B előadás kategóriákban. 
A következő évben elnyerte az American Music Award díjat (legjobb R&B énekesnő).
Mills a lüktető diszkószámok mellett szívesen énekelt érzékeny balladákat, soul és R&B műfajú dalokat. Ezek közé tartoztak a Teddy Pendergrass-szal készített duettek.  
Mills az 1980-as években is sikeres maradt. Ezek közül kiemelkedőek az 1986. és 1989. között az R&B listákon első helyezést elért slágerek: „I Have Learned to Respect the Power of Love” (1986), „I Feel Good All Over", "(You're Puttin') A Rush on Me” (1987), "Something in the Way (You Make Me Feel)", valamint a régi The Wiz ballada, a "Home" (1989) feldolgozása. 
1984-ben az amerikai diszkólisták élére került a „The Medicine Song” című dallal. Ugyanebben az évben rövid időre ismét feltűnt a „The Wiz” című musicalben is.
Két aranylemezes albuma, az „If I Were Your Woman” (1987) és a „Home” (1989) után Mills sikere fokozatosan alábbhagyott. 1994-ben felvette a „Personal Inspirations” című gospel CD-t. Tíz évvel később megjelent a „Born for This!” című albuma saját kiadójánál.

## Albumok
- Moving In The Right Direction (1975)
- For The First Time (1976)
- Whatcha Gonna Do With My Lovin? (1979)
- Sweet Sensation (1980)
- Stephanie (1981)
- Tantalizingly Hot (1982)
- Love Has Lifted Me (1982)
- Merciless (1983)
- I've Got The Cure (1984)
- Stephanie Mills (1985)
- If I Were Your Woman (1987)
- Home (1989)
- Christmas (1991)
- Something Real (1993)
- Personal Inspirations (1995)
- Winner (2000)
- Born For This (2004)

## Filmek
- Stephanie Mills az IMDb-n

## Színház
- Maggie Flynn (1968)
- The Wiz (1974–79; 1984; 1993)
- Harlem Suite (1988)
- Stephanie Mills Comes Home to Broadway (1989)
- Children of Eden (1997)
- Purlie (1998)
- Ragtime (1999)
- Funny Girl (2002) (Színészek Alapítványának jótékonysági koncertje)
- Hadestown (2024)

## Díjak
- 1981: Grammy-díj
- 1982: American Music Awards
- 1974-79: Tony-díj − The Wiz (musical)

## Fordítás
- Ez a szócikk részben vagy egészben  a   Stephanie Mills című német Wikipédia-szócikk ezen változatának fordításán alapul.  Az eredeti cikk szerkesztőit annak laptörténete sorolja fel. Ez a jelzés csupán a megfogalmazás eredetét és a szerzői jogokat jelzi, nem szolgál a cikkben szereplő információk forrásmegjelöléseként.